# Lugar Nuevo de la Corona
Lugar Nuevo de la Corona (oficialmente en valenciano: Llocnou de la Corona) y popularmente conocido como Pueblo Nuevo de la Corona (en valenciano: Poblenou de la Corona) es un municipio de la Comunidad Valenciana, España. Está situado en la provincia de Valencia, en la comarca la Huerta Sur. Su población censada en 2020 era de 124 habitantes (INE).
Llocnou posee una superficie de 0,0128 km², convirtiéndolo desde noviembre de 2022 en el municipio menos extenso de España, deponiendo al anterior municipio que poseeía este récord, Emperador, también ubicado en la provincia de Valencia.

## Toponimia
El topónimo de Lugar Nuevo de la Corona (en valenciano Llocnou de la Corona) lo debe a haberse originado como una residencia religiosa filial del Convento de la Corona de Jesús de Recoletos de San Francisco, siguiendo el topónimo el mismo esquema que Lugar Nuevo de San Jerónimo o Lugar Nuevo de Fenollet. El municipio ha recibido también la denominación de Pueblo Nuevo de la Corona (Poblenou de la Corona), con un esquema similar.

## Geografía
Su término municipal está situado en terreno llano y se reduce únicamente al pequeño casco urbano, que está conurbado con el de Alfafar. En 1988 el ayuntamiento redactó y aprobó un Plan de Delimitación del Suelo Urbano. Con una extensión de 12 000 metros cuadrados, fue reconocido en 2022 por el Instituto Cartográfico Valenciano como el término municipal más pequeño de España.
|                | Norte: Alfafar |               |
| Oeste: Alfafar |                | Este: Alfafar |
|                | Sur: Alfafar   |               |

## Historia

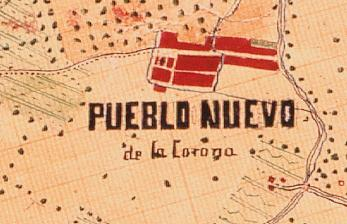
Lugar Nuevo de la Corona en 1883

El núcleo de Lugar Nuevo de la Corona tiene su origen en una residencia religiosa que fue filial del convento de la Corona de Jesús de Recoletos de San Francisco, fundado en 1676 en Valencia. Al ser abandonado por los monjes, algunos labradores construyeron unas casas y barracas en los alrededores, lo que dio origen a un pequeño núcleo de población, dentro del término de Alfafar. A principios del siglo XIX éstos consiguieron segregar el núcleo para formar un municipio, pero el término quedó reducido tan sólo a las casas y la iglesia. En el Diccionario de Madoz (1845-1850) aparece la siguiente descripción:

L[ugar] con ayunt[amiento] [...] sit[uado] en la parte baja de la huerta de Valencia, á 1/4 de hora del camino real de Madrid [...] Tiene 52 casas de buena construcción, una plaza bastante espaciosa que es la de la Constitución, alrededor de la cual está agrupada casi toda la pobl[acion]; una ermita dependiente de la jurisd[icción] ecl[esiástica] de Alfafár [...]; y pozos en todas las casas de que se surten los vec[inos]. No tiene térm[ino] propio [...] Su jurisd[icción] civil se reduce al casco de la pobl[ación], y con los morerales de las tierras que cultivan, crian gusanos que la producen 150 libras de seda. Pobl[ación]: 46 vec[inos], 215 alm[as] [...] El presupuesto municipal asciende á 1,422 r[eale]s que cubre con el impuesto sobre tiendas y tabernas que produce 800 rs., 200 el de las reses, y el déficit por reparto vecinal.
Diccionario de Madoz

### Gota fría de 2024
Artículo principal: Gota fría de 2024 en España
El 29 de octubre de 2024, Llocnou de la Corona fue uno de los municipios afectados por una Depresión Aislada de Niveles Altos (DANA), un fenómeno meteorológico extremo que provocó lluvias torrenciales e inundaciones en la provincia de Valencia. El municipio no sufrió víctimas mortales, pero sí se registraron destrozos de mobiliario urbano y domicilios, además de cortes en los accesos y diversos incidentes relacionados con la seguridad.

## Demografía
Lugar Nuevo de la Corona cuenta con una población de 121 habitantes (INE 2024).
| Gráfica de evolución demográfica de Lugar Nuevo de la Corona entre 1842 y 2021                                      |
| |
| Población de derecho según los censos de población del INE Población de hecho según los censos de población del INE |

A mediados del siglo XIX contaba con 215 habitantes, que en 1877 eran 264. Desde entonces la cifra no ha hecho más que disminuir, salvo unos pequeños avances y oscilaciones.

### Comunicaciones
El acceso por carretera al municipio se efectúa a través de la avenida de la Albufera, que separa los términos de Alfafar y Sedaví, y que enlaza con la autovía V-31.

## Economía

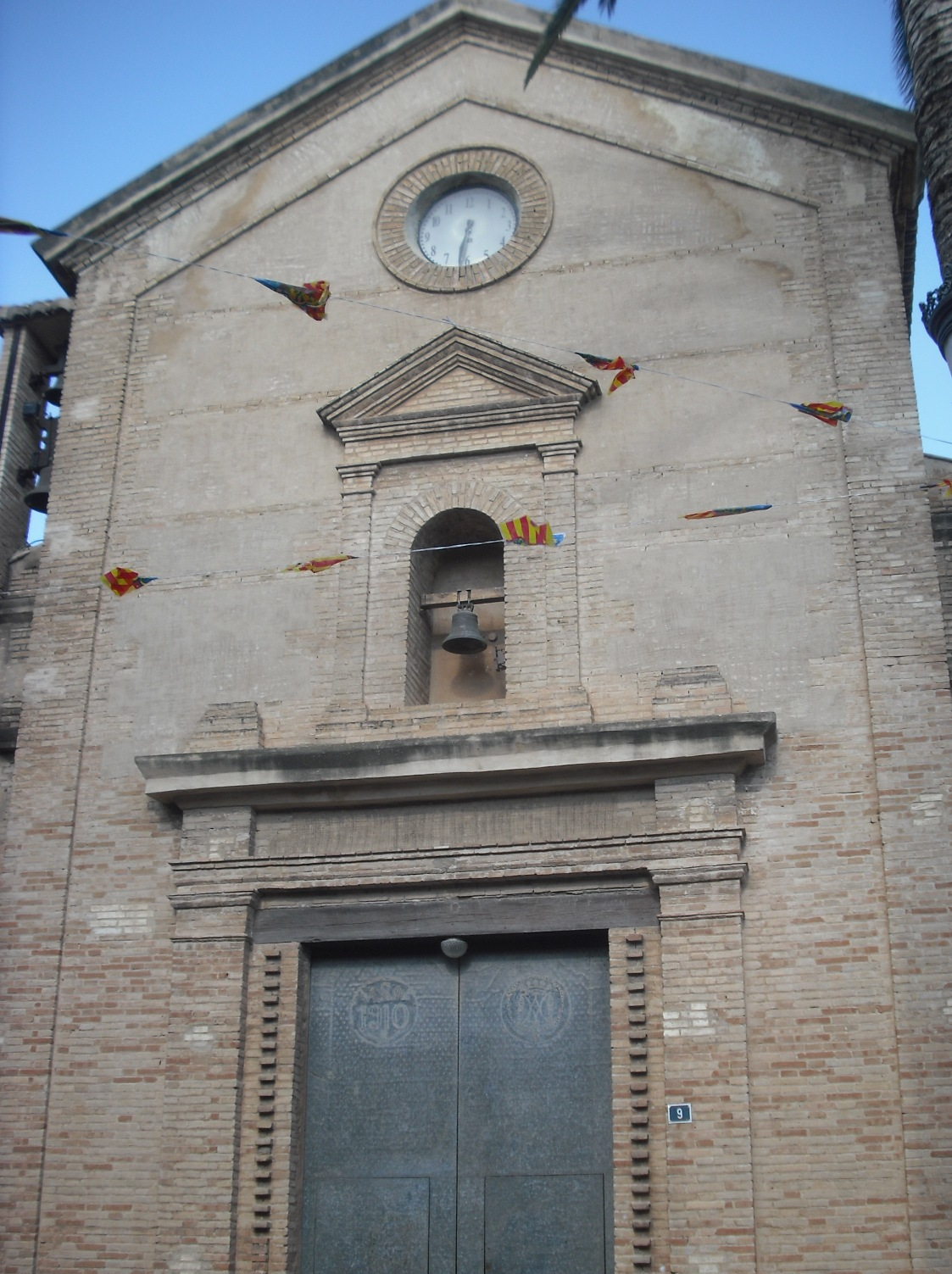
Portada de la iglesia del Rosario

Todo el término de Lugar Nuevo de la Corona está ocupado por actividades residenciales. Por tanto, es difícil caracterizar la economía del municipio, ya que muchos de sus habitantes trabajan en las localidades vecinas. En el año 2001, el 2,5 % de los ocupados lo hacía en la agricultura, el 33,3 % en la industria, el 18 % en la construcción y el 46 % en los servicios. No tiene ninguna hectárea calificada como agrícola ni como industrial.

## Administración y política

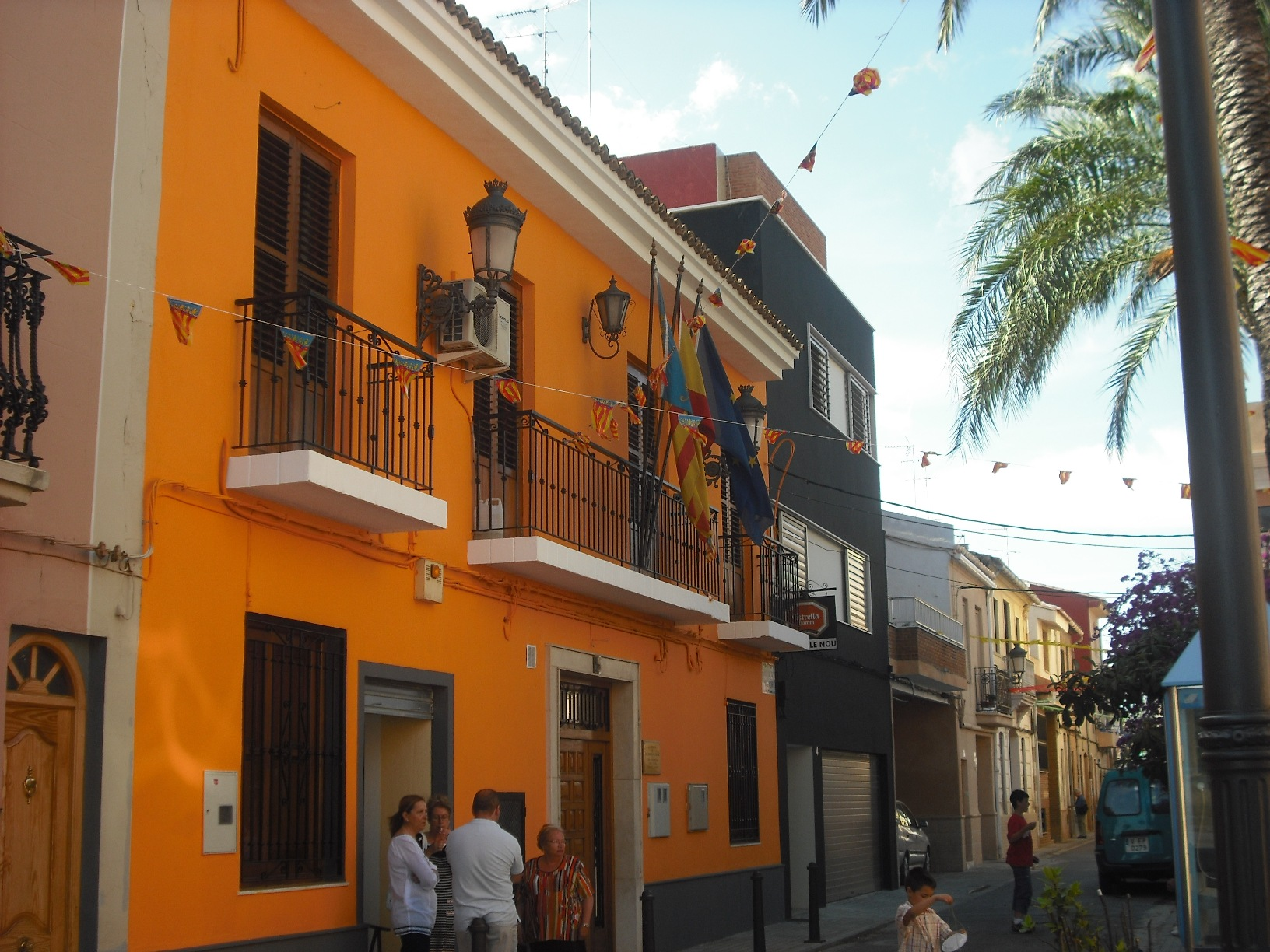
Sede del Ayuntamiento

Lugar Nuevo de la Corona es gobernado por una corporación local formada por 5 concejales elegidos cada cuatro años por sufragio universal que a su vez eligen un alcalde. El censo electoral está compuesto por todos los residentes empadronados en Lugar Nuevo de la Corona mayores de 18 años y nacionales de España y de los otros países miembros de la Unión Europea. Según lo dispuesto en la Ley del Régimen Electoral General, que establece el número de concejales elegibles en función de la población del municipio, la corporación municipal de Lugar Nuevo de la Corona está formada por 5 concejales. La sede actual del ayuntamiento llocnouí está en la plaza Mayor. El Ayuntamiento de Lugar Nuevo de la Corona está actualmente presidido por el PP, y los 5 concejales son de este mismo partido
| Periodo   | Nombre                                                                                         | Partido                |
| --------- | ---------------------------------------------------------------------------------------------- | ---------------------- |
| 1979-1983 | Amadeo Gimeno Romeu                                                                            | PSPV-PSOE              |
| 1983-1987 | Amadeo Gimeno Romeu                                                                            | PSPV-PSOE              |
| 1987-1991 | Amadeo Gimeno Romeu                                                                            | PSPV-PSOE              |
| 1991-1995 | Amadeo Gimeno Romeu                                                                            | PSPV-PSOE              |
| 1995-1999 | Amadeo Gimeno Romeu                                                                            | PSPV-PSOE              |
| 1999-2003 | Amadeo Gimeno Romeu                                                                            | PSPV-PSOE              |
| 2003-2007 | Amadeo Gimeno Romeu                                                                            | PSPV-PSOE              |
| 2007-2011 | José Soriano Orozco (2007-2008) Manuel Gimeno Ruiz (2008-2010) José Soriano Orozco (2010-2011) | PSPV-PSOE PP PSPV-PSOE |
| 2011-2015 | Manuel Gimeno Ruiz                                                                             | PP                     |
| 2015-2019 | Manuel Gimeno Ruiz                                                                             | PP                     |
| 2019-2023 | Francisca Llopis Cánovas                                                                       | PP                     |
| 2023-act. | Francisca Llopis Cánovas                                                                       | PP                     |

## Servicios
Dada las escasez de recursos materiales y personales del municipio, se llegó a un acuerdo con Sedaví para que los habitantes de Lugar Nuevo sean atendidos allí por su departamento de Servicios Sociales.

## Patrimonio

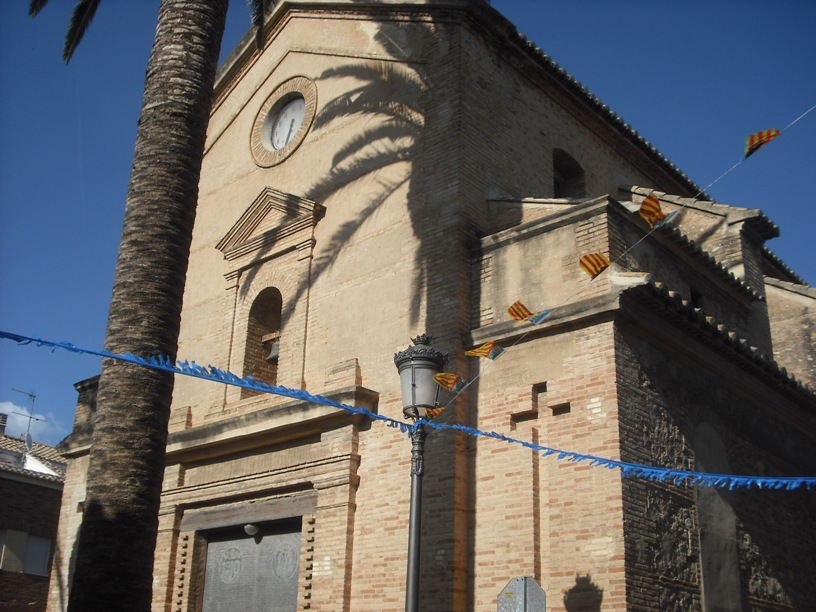
Iglesia de la Virgen del Rosario

- Iglesia parroquial de la Virgen del Rosario: Se empezó a construir el 17 de diciembre de 1899 sobre la antigua ermita y se inauguró en 1904. De estilo neogótico, se trata de un edificio exento de unos 12 por 20 m, a cuyo lado izquierdo se abre la plaza Mayor.[2] Es obra de mampuesto y ladrillo, siendo sus líneas tan clásicas como lo permite el material. La fachada está coronada en la línea superior, con óculo debajo y un nicho vacío, entre pilastras.[21] La cubierta, a dos aguas, es de teja árabe, incluso en lo alto de los tres contrafuertes de cada banda. En los flancos existen nichos ciegos y alargados, que se corresponden con los espacios de las capillas interiores. El templo es de una nave, con arcos de medio punto y bóveda de medio cañón. A los pies se halla el coro, y en el presbiterio existe un retablo neoclásico con la imagen de Nuestra Señora del Rosario.[21]

## Cultura
- Fiesta Mayor: Se celebra el día de Corpus Christi.[2][22]